# Jacques Cheminade
Jacques Guy Cheminade (Buenos Aires, 20 agosto 1941) è un politico e imprenditore argentino naturalizzato francese che ha studiato all'HEC Paris e all'ENA. Durante il suo periodo come addetto commerciale presso l'ambasciata francese a Washington DC (1972-1977), incontrò Lyndon LaRouche, che avrebbe influenzato le sue idee politiche. Cheminade fu successivamente monitorato dall'FBI degli Stati Uniti..
Si è candidato alle elezioni presidenziali francesi del 1995 (per la Fédération pour une nouvelle solidarité, FNS), 2012 e 2017 (due volte per Solidarité et Progrès, SP). Cheminade arrivò ultimo in tutte e tre le elezioni senza mai superare lo 0,3% dei voti. Dal 29 febbraio 1996 è leader del partito Solidarité et Progrès, partito ideologicamente vicino al Movimento LaRouche.

## Biografia
figlio di Raymond Cheminade e Madeleine Allezard, è nato nel 1941 in Argentina, dove suo padre, rappresentante di aziende francesi, era giunto vent'anni prima. Arrivò in Francia all'età di 18 anni.
Si è laureato all'"École des Hautes Etudes Commerciales" (HEC Paris) nel 1963, ha conseguito la laurea in giurisprudenza nel 1965 ed è stato studente dell'École nationale d'administration (ENA) nella classe Jean-Jaurès (1969).
Dal 1969 al 1981 è stato amministratore civile presso la Direzione delle Relazioni Economiche Esterne (DREE) del Ministero dell'Economia, delle Finanze e dell'Industria. Con sede a Parigi, ha partecipato ai negoziati per l'adesione al Mercato Comune Europeo. Successivamente, in qualità di addetto commerciale francese a New York, fu incaricato di promuovere i beni strumentali francesi negli Stati Uniti.

## Carriera politica

### Scoperta delle idee di LaRouche

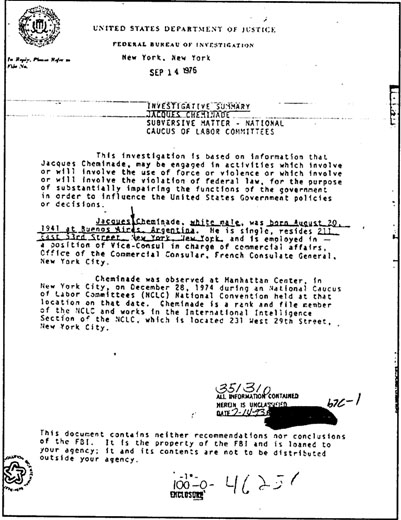
Documento dell'FBI su Jacques Cheminade (1976)

Cheminade incontrò Lyndon LaRouche all'inizio del 1974 a New York, dove fu addetto commerciale all'ambasciata francese dal 1972 al 1977.  Paragona questo incontro all'ostetricia socratica. Secondo un documento dell'FBI del 1976, era allora un "membro di base" del National Caucus of Labor Committees, un'organizzazione politica diretta da Lyndon LaRouche che aveva fondato le proprie "unità di intelligence" nel 1971, dove "lavorava nella Sezione di Intelligence Internazionale". Il suo ritorno in Francia nel 1977 fu motivato dal desiderio di dedicarsi "a tempo pieno alle attività politiche e alla difesa delle idee e delle politiche di LaRouche".

### 1978: Ritorno in Francia
Nel 1978 è stato il candidato del Parti Ouvrier Européen (POE) per le elezioni legislative nel 18º arrondissement di Parigi (25ª circoscrizione), ottenendo lo 0,12% dei voti.  Il suo programma era: la creazione di una forza militare con armi a raggi per proteggere l'Europa dall'URSS; la lotta contro la droga e per la promozione dei valori morali; la lotta contro il FMI e contro la crisi economica.

### 1981: Capo del POE, supporto per Giscard
Nel 1981, Cheminade divenne segretario generale del Partito Operaio Europeo e presidente della sezione francese dell'Istituto Schiller;  prese quindi un congedo dal suo lavoro di funzionario pubblico. Cercò senza successo di ottenere l'appoggio necessario per candidarsi alle elezioni presidenziali del 1981, e invitò a votare per Valéry Giscard d'Estaing, dicendo: "Invito tutti i miei partigiani e amici a votare per Giscard d'Estaing. Tre ragioni impongono questa scelta: la sua politica nucleare, la sua concezione della distensione e il suo impegno a combattere il monetarismo. Inoltre, è nella posizione migliore per sconfiggere François Mitterrand, la cui candidatura rappresenta il pericolo più grave e immediato".

### 1982-1985: Difesa dello SDI
Nel 1982, Cheminade pubblicò una dichiarazione che presentava il POE come un "polo di riferimento per tutte le forze anti-malthusiane impegnate a ristabilire la crescita economica e la moralità culturale" e sosteneva un programma "simile a quello del National Democratic Policy Committee di Lyndon LaRouche", che includeva a quel tempo la libertà dal "dominio britannico della politica estera americana", progetti di opere pubbliche in tutto il mondo, lo sviluppo dell'energia nucleare "per fermare il genocidio" nelle nazioni sottosviluppate, un giro di vite su un cartello internazionale della droga e un ritorno all'istruzione classica per contrastare "il piano dei genocidalisti per la nostra gioventù". 
Nel 1983, Cheminade pubblicò una dichiarazione sul pericolo di un "nuovo fascismo" rappresentato da un presunto complotto contro il presidente francese François Mitterrand da parte di alcuni dei suoi ministri socialisti, tra cui Jacques Delors e Michel Rocard. L'anno successivo, pubblicò un articolo sull'Executive Intelligence Review, accusando il presidente francese François Mitterrand di essere un "agente di influenza sovietica", nonché "il servitore delle "famiglie" coinvolte nelle operazioni "sinarchiche" promosse dalla Svizzera che lanciarono il movimento fascista negli anni '20 su scala internazionale".
Durante le elezioni europee del 1984, dove la lista POE da lui guidata ottenne lo 0,09% dei voti,  Cheminade difese un programma incentrato sulla lotta contro tre minacce: una "minaccia russa immediata che rimane inavvertita se non fortemente favorita"; una economica e finanziaria causata dal "malthusianesimo dilagante e dal ruolo del Fondo Monetario Internazionale"; e un decadimento morale e intellettuale, esemplificato dal consumo di droghe pericolose. Il suo programma faceva riferimento anche alle idee di Lazare Carnot, uno "scienziato repubblicano", Jean Jaurès, l'unico socialista "con idee larghe" e l'unico che "conosceva Leibniz e i filosofi presocratici", così come Jean-Baptiste Colbert, che anche lui "capiva i fondamenti epistemologici della Francia".
Durante il periodo di tempo dal 1982 al 1984, secondo la sua stessa dichiarazione, Cheminade fu coinvolto nell'organizzazione di una serie di incontri tra "il governo francese, i leader militari e politici, e il signor LaRouche [...] principalmente sul tema dell'SDI [l'Iniziativa di Difesa Strategica ("SDI")] e del suo complemento europeo, l'Iniziativa di Difesa Tattica ("TDI")".
Durante le elezioni del 1985, dove il suo partito presentò candidati in 50 contee, Cheminade dichiarò che il POE "sostiene con tutto il cuore il programma SDI di Reagan, un programma di sviluppo per il terzo mondo e un cambiamento nella politica economica lontano dal Fondo Monetario Internazionale". Più tardi, nello stesso anno, disse che "a meno che le politiche del FMI non vengano invertite, i sovietici governeranno l'Europa e la maggior parte del resto del mondo entro questo decennio".